# Villemur-sur-Tarn
 Villemur-sur-Tarn  (en occitano Vilamur de Tarn) es una comuna  (municipio) de Francia, en la región de Mediodía-Pirineos, departamento de Alto Garona, en el distrito de Toulouse. Es la capital y la mayor población del cantón de su nombre.
Su población en el censo de 1999 era de 4.929 habitantes.
Está integrada en la Communauté de communes de Villemur-sur-Tarn, de la que es con diferencia la mayor comuna por población.

## Demografía

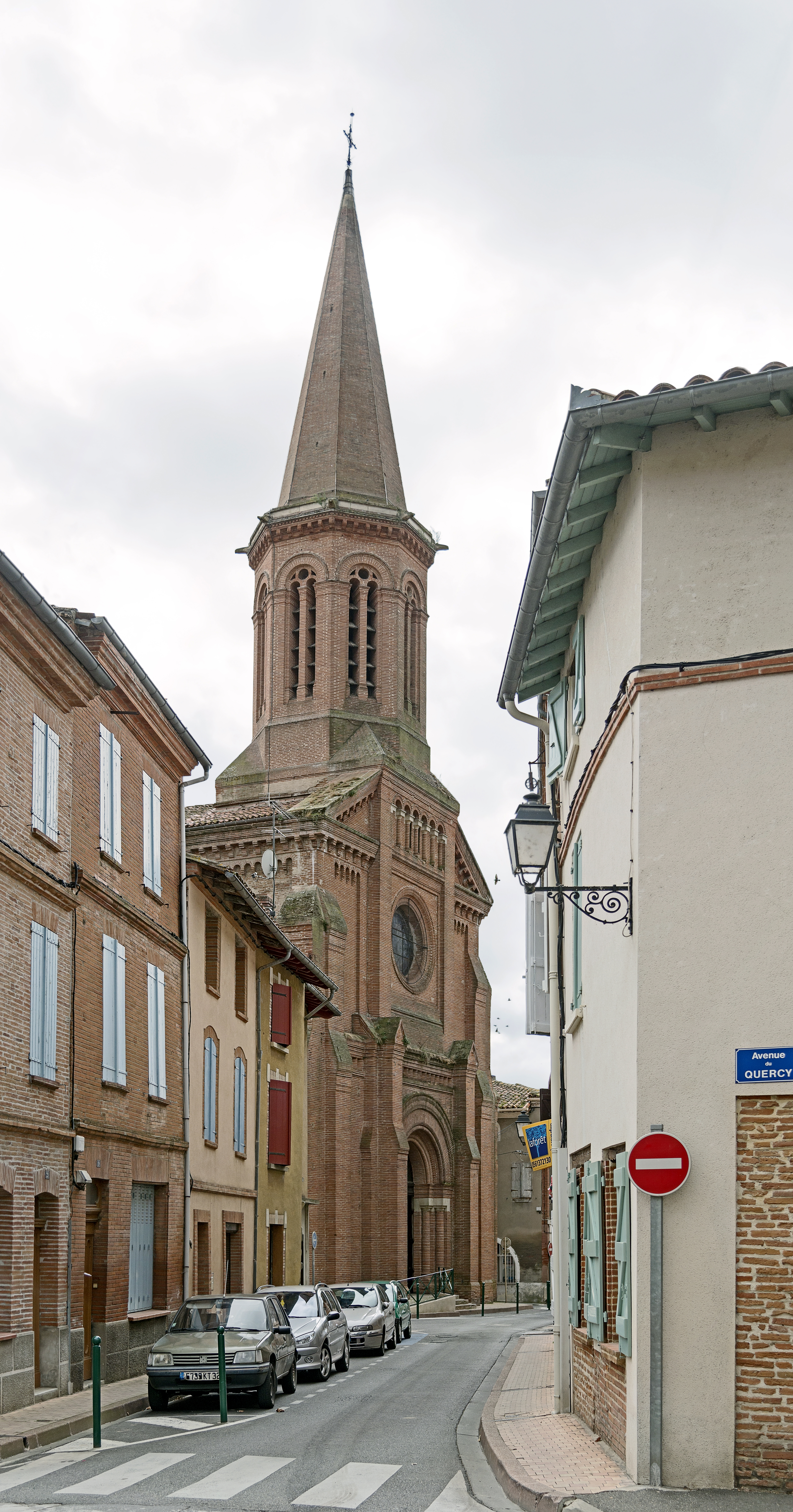
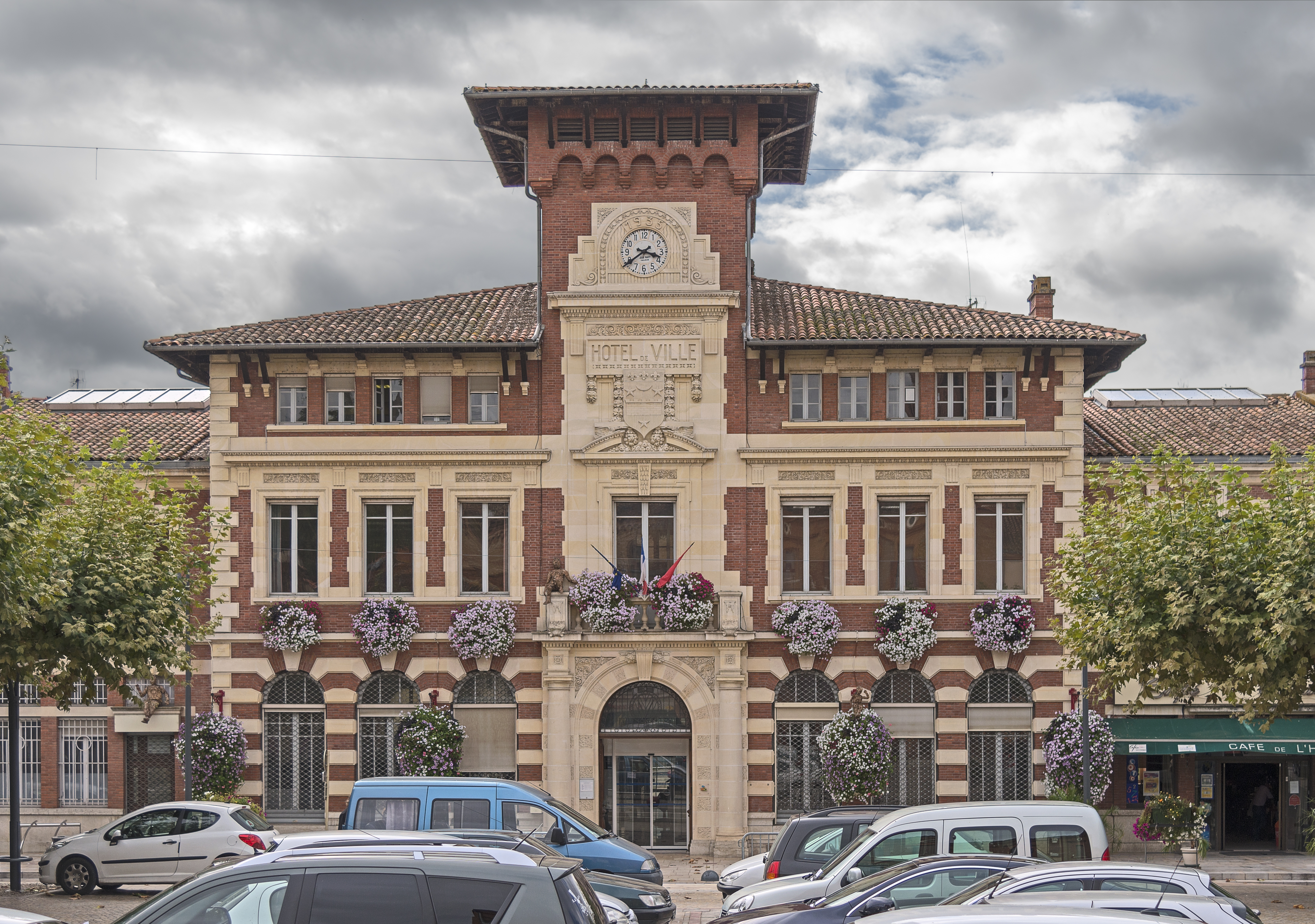
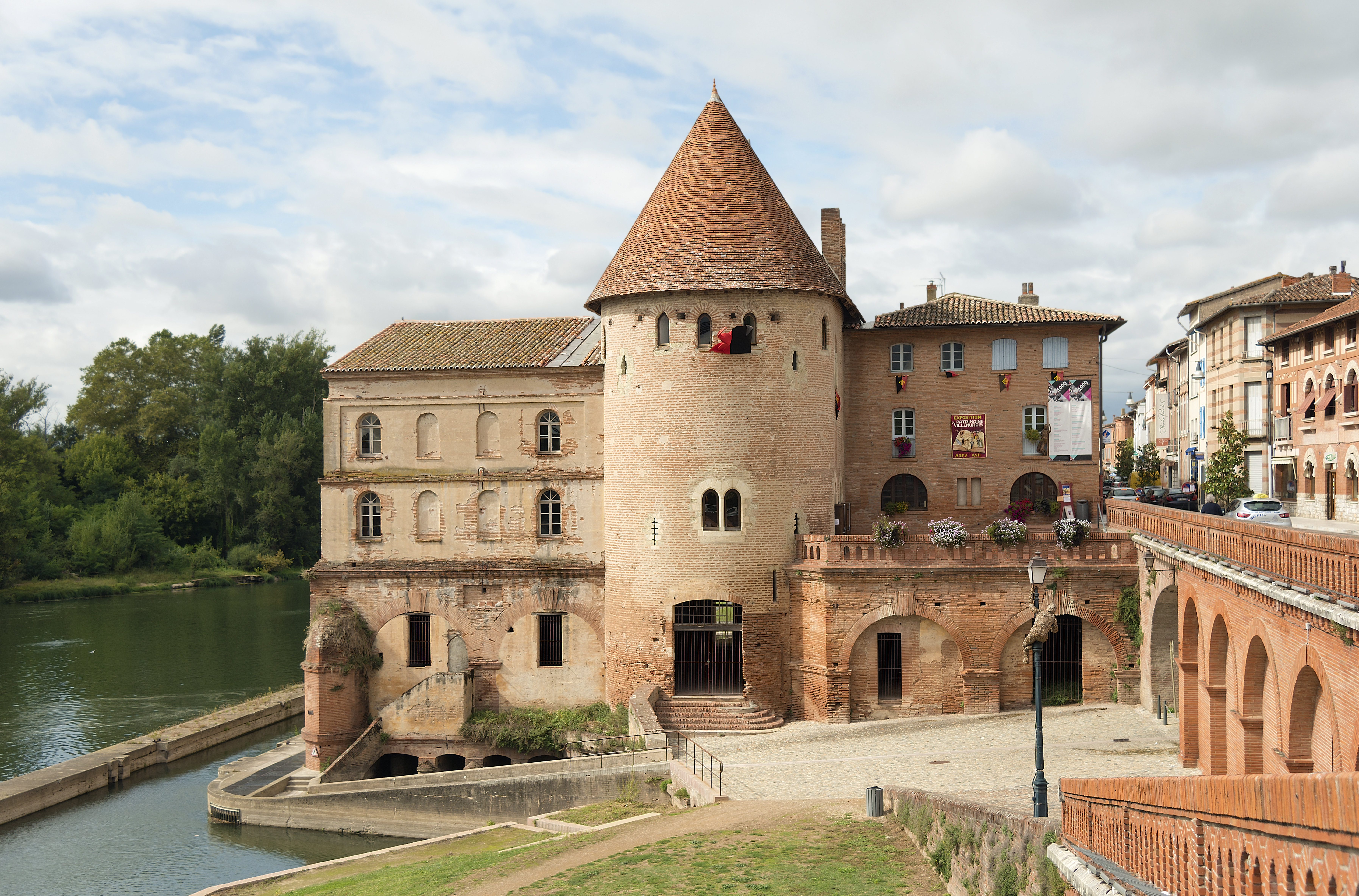

| 4169 | 4738 | 4692 | 4415 | 4840 | 4929 |
| Para los censos de 1962 a 1999 la población legal corresponde a la población sin duplicidades (Fuente: INSEE [Consultar]) |      |      |      |      |      |